# Joan Miquel Navarro
Joan Miquel Navarro (Castelló de la Plana, 1975) es un poeta y profesor valenciano.

## Biografía
Licenciado en Humanidades por la Universidad Jaime I de Castellón y en Filología catalana por la Universidad de Valencia, cuenta también con el Master of Arts in Peace and Development Studies (UJI-Cátedra Unesco). Trabaja de profesor de valenciano en la enseñanza secundaria. Sus investigaciones, recogidas en misceláneas diversas, se centran en los campos de la literatura y la filosofía. Ha publicado el estudio "Caña útil: Los provechos de la caña: Notas de etnografía y lengua". (Ayuntamiento de Castellón, 2011). Influido por el poeta Manuel Garcia i Grau, entró en contacto con varios colectivos culturales valencianos y publicó Un lleu tel d'humetat (Ayuntamiento de Castelló, 1998) y Els silencis dodecafònics.
También a trabajado en colaboración con otros autores como en "Sobre las calles de Castelló de 1928. Nomenclatura Oficial vs Nomenclatura Popular", artículo hecho con  Joan Pau Valls i Pastor, para las Jornadas de Fomento de la Investigación de la Universitat Jaume I de Castelló.